# Kampfgruppen der Arbeiterklasse
I Kampfgruppen der Arbeiterklasse (abbr. KdA), noti anche semplicemente come Kampfgruppen (abbr. KG) o Betriebskampfgruppen (in italiano rispettivamente: gruppi di combattimento della classe operaia - GCCO; gruppi di combattimento - GC, o milizie dei lavoratori), furono l'organizzazione paramilitare di riservisti della Repubblica Democratica Tedesca.
I KdA servirono da milizia de facto del Partito Socialista Unificato di Germania (SED) al governo della RDT ed erano formate da membri di partito e operai ritenuti affidabili dal punto di vista politico, ispirati dai principi della dittatura del proletariato, che potevano essere schierati per contrastare le proteste civili o un'invasione. Subordinate direttamente al Comitato centrale della SED, i KdA erano una forza di riserva civile legata al Ministero dell'Interno e alla Volkspolizei (VP), raggiungendo 211.000 membri nel 1980, che furono dissolte dalla Volkskammer dopo la caduta del Muro di Berlino nel 1989.

## Storia
Sin dal 1951, furono creati dei gruppi operativi formati da operai che affiancavano la VP in oltre 500 fabbriche con i nomi di Friedenswacht, Arbeiterwehr, Selbstschutzbrigade e, dal marzo del 1953, Kampfgruppe (rispettivamente "Guardia della pace", "Difesa dei lavoratori" e "Gruppo di combattimento"). Durante la XV sessione plenaria tra il 24 e il 26 luglio 1953, il Comitato Centrale della SED decise di far addestrare e riorganizzare in maniera sistematica questi gruppi, creando così gli Organen der Arbeiterklasse (OdA, "organi della classe operaia") per la difesa armata nelle imprese pubbliche, nelle stazioni di macchinari e trattori, negli edifici istituzionali e nelle amministrazioni statali.
Gli OdA furono formati dal Comitato Centrale della SED il 29 settembre 1953 a seguito dei moti operai del 1953 avvenuti tre mesi prima, repressi con violenza dalla Volkspolizei e dal Gruppo di forze sovietiche in Germania. La rivolta anti-governativa minacciò la RDT e la SED al potere e fu considerata come un atto "controrivoluzionario".

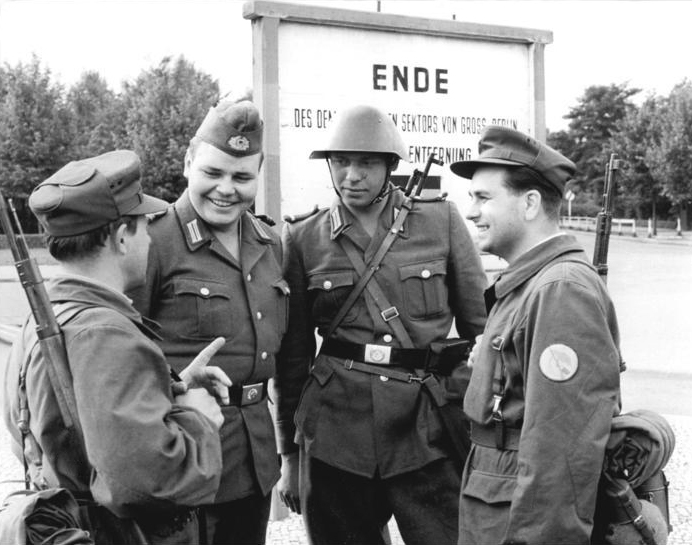
Due membri dei KdA mentre parlano con i soldati della Nationale Volksarmee sul confine con Berlino Ovest nel 1961.

Inizialmente, lo scopo ufficiale degli OdA era quello di contrastare i sabotatori, i nemici di classe e altri "nemici del socialismo" all'interno del territorio della RDT, nonché di fornire protezione armata per le fabbriche strategiche. Gli OdA avrebbero dovuto ispirarsi alle Milizie popolari del Partito Comunista Cecoslovacco che svolsero un ruolo importante sin dalla nascita del regime socialista in Cecoslovacchia. L'organizzazione fu concepita in modo da rispecchiare i principi della dittatura del proletariato e i membri venivano principalmente selezionati tra gli operai delle imprese di stato.

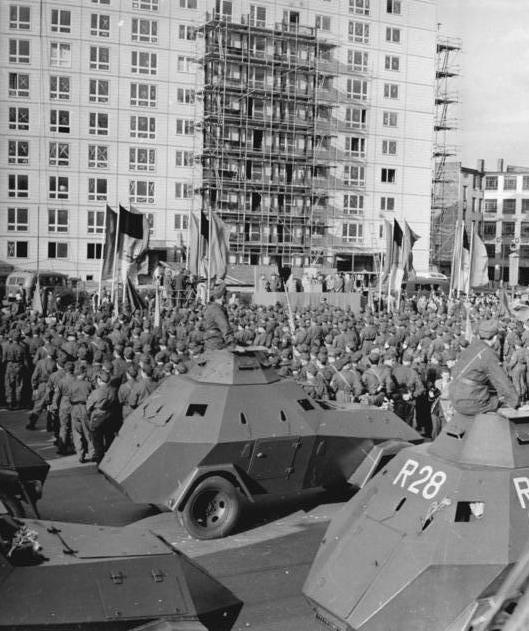
Garant 30k SK-1 dei KdA di Berlino Est nella Karl-Marx-Allee, 23 agosto 1961.

Le OdA fecero la loro prima apparizione pubblica durante la parata della festa dei lavoratori nel 1954, e furono schierate durante la rivolta ungherese del 1956 e in altri eventi simili nella RDT sempre a fianco della polizia regolare, come durante le manifestazioni studentesche davanti all'Università Humboldt di Berlino Est, sempre nel 1956. Un centro di addestramento per le OdA intitolato a Ernst Thälmann fu creato a Schmerwitz nel 1957, mentre nel 1959 l'organizzazione ricevette il nome ufficiale di Kampfgruppen der Arbeiterklasse. Il comando diretto fu affidato dal maggiore della Volkspolizei Werner Pröhl (1956-1958) e successivamente ai maggior generali della VP Willy Seifert (1958-1961), Horst Mellmann (1961-1972) e Wolfgang Krapp (1972-1989).
Il Der Kämpfer ("Il combattente") era il mensile ufficiale dei KdA stampato dalla casa editrice del Neues Deutschland, il giornale del SED.
L'uso più massiccio dei KdA avvenne in occasione della costruzione del muro di Berlino nel 1961 che coinvolse più di 8 000 persone (circa il 2% della forza combattente della RDT) provenienti dalla Sassonia, dalla Turingia e da Berlino Est. Durante le otto settimane di sorveglianza del confine con Berlino Ovest, soltanto otto membri dei KdA scelsero di disertare e fuggire nella Germania occidentale, dimostrando così una generale elevata affidabilità morale e politica tra la milizia.
Nel 1966 e nel 1967, la forza totale dei KdA era di 181 500 "combattenti" (Kämpfern) divisi tra "forze di sicurezza dei cespiti" e "riserve operative". Le unità situate al confine tra Berlino Est e Ovest avevano un equipaggiamento migliore ed erano direttamente subordinate al controllo distrettuale della difesa territoriale.
Nel 1970, i Kampfgruppen svolsero per la prima volta i loro compiti di protezione della RDT in occasione dell'esercitazione militare Waffenbrüderschaft del Patto di Varsavia.
Durante la Die Wende, i KdA non furono attivati durante le proteste pacifiche di massa avvenute durante la rivoluzione pacifica verso la fine del 1989, precedenti al declino della SED e dei rapidi cambiamenti politici nella RDT, e alcuni membri scelsero anche di schierarsi con i manifestanti. Tuttavia furono schierate delle unità a Karl-Marx-Stadt, Halle, Lipsia, Dresda, Cottbus, Gera e Berlino Est come forze di chiusura, riserva e compensazione. Verso la fine d'ottobre i Kda cessarono le loro operazioni e il 9 novembre 1989, quando il governo della RDT di Egon Krenz annunciò l'apertura dei posti di blocco lungo le frontiere della RDT, rendendo i KdA non più necessarie nella protezione del confine. La Volkskammer decise di sciogliere e disarmare definitivamente le Kampfgruppen a partire dal 14 dicembre dello stesso anno, eseguita dal Ministro degli interni Michael Diestel sotto la supervisione della Volkspolizei e della Nationale Volksarmee. Gli ultimi 189 370 membri divisi in 2 022 unità furono completamente smobilizzati il 23 maggio 1990.

## Organizzazione

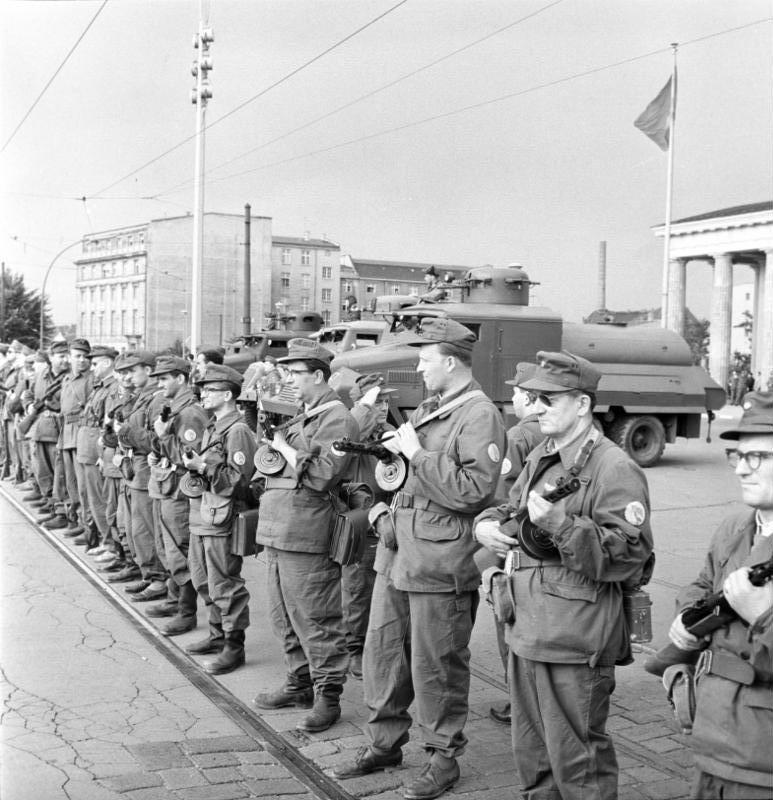
Uomini dei KdA vicino alla porta di Brandeburgo sorvegliano la costruzione del muro di Berlino, 13 agosto 1961.

I KdA svolsero un ruolo simile alla fanteria per assistere l'esercito e la polizia nel mantenimento della sicurezza nelle retrovie durante una guerra o le emergenze politiche, come le proteste contro il governo. Le unità erano fortemente legate ai luoghi di lavoro nei quali venivano reclutate, come fabbriche, fattorie, uffici amministrativi statali e locali e altre aziende pubbliche. Impiegate principalmente a livello distrettuale, la loro organizzazione era simile a quella della United States National Guard o della Territorial Army britannica, ma non dipendeva dal governo.

### Comando e controllo
I KdA erano subordinate al Comitato centrale (Zentralkomitee, ZK) del Partito Socialista Unificato di Germania e seguivano tutte le decisioni e direttive emanate dal Politbüro del ZK, rendendo così la milizia come un esercito personale del partito. Il ZK supervisionava anche il resto delle forze armate attraverso la sua commissione di sicurezza (Sicherheitskommission), ma esercitava il suo potere sui KdA attraverso due linee di comando: prima attraverso il Ministero degli Interni (Ministerium des Innern) con la Volkspolizei, che forniva l'addestramento militare, l'equipaggiamento e l'esperienza sul campo, dopo con i direttorati SED dei distretti (Bezirk) e delle contee (Kreise) per quanto riguardava la scelta del personale e la sua affidabilità politica. I comandanti venivano nominati dalle organizzazioni SED all'interno delle principali fabbriche o aziende nel territorio e venivano confermati dalla leadership del partito a livello della contea (Kreisleitung) che riceveva rapporti regolari sullo stato dell'addestramento, dell'equipaggiamento e dei membri.

### Hundertschaftene battaglioni

Francobollo in onore del 35º anniversario delle KdA dove viene ritratto un Kampfern mentre osserva la bandiera del gruppo.

I Kampfgruppen erano organizzati in Hundertschaften e battaglioni.
Le Hundertschaften ("centurie") erano le unità primarie dei KdA, formate da circa 100 lavoratori provenienti da grandi fabbriche o quartieri che avrebbero dovuto difendere la "proprietà del popolo". Ciascuna Hundertschaften era organizzata in tre plotoni da tre gruppi o squadroni. Il comandante aveva un deputato politico e un vice generale, insieme a un addetto alle forniture e un ufficiale medico, mentre veniva affiancato da un ispettore della Volkspolizei durante l'addestramento delle truppe. Tra il resto del personale vi erano i leader dei tre plotoni con i loro vice, 81 Kämpfer (combattenti) e tre inservienti medici, uno per ciascun plotone. Tre o quattro Hundertschaften potevano costituire un battaglione dei Kampftruppe.
Le Schwere Hundertschaft (SH, "centurie pesanti") avevano plotoni anticarro, mortai e di difesa aerea, ed erano dotati dei camion delle fabbriche o delle aziende di trasporti nazionalizzate. Tre o quattro SH formavano un battaglione pesante il cui numero era di 130 nel 1973. Le centinaia pesanti potevano essere equipaggiate anche con veicoli trasporto truppe corazzati e automobili armate come i BTR-152 e i Garant 30k SK-1. Le SH designavano i Battaglioni della riserva regionale e potevano essere impiegati al di fuori delle loro aree locali e distrettuali.

### Membri
Gli uomini tra i 25 e i 60 anni potevano essere reclutati per il servizio armato mentre le donne potevano svolgere altri ruoli, principalmente nel servizio medico o di rifornimento. Gli uomini sotto i 25 anni, se non stavano svolgendo il servizio militare obbligatori nella Nationale Volksarmee, potevano frequentare la Società per lo sport e la tecnologia (GST) fino al raggiungimento dell'età minima per accedere ai KdA. L'iscrizione era volontaria, nonostante fosse considerata come un dovere e un onore per la protezione della patria e del partito, ma veniva richiesta ai membri del SED come parte del loro dovere. Le persone non iscritte al SED erano invece costrette dalla Freier Deutscher Gewerkschaftsbund ("Libera federazione dei sindacati tedeschi") ad unirsi ai KdA, e il reclutamento era svolto dai rami del partito nei luoghi di lavoro.
Il numero di volontari delle KdA raggiunse il picco nei primi anni ottanta con un totale approssimativo di 210 000 iscritti, di cui 187 000 erano membri attivi mentre i rimanenti erano nella riserva. Alcune fonti affermano che nel 1987 le KdA avessero raggiunto i 500 000 membri nel 1987.

## Addestramento
L'addestramento per il personale dei Kampfgruppen era svolto dalla Volkspolizei, per evitare che venisse conteggiato nel totale delle forze armate in base ai trattati internazionali. I KdA erano più economiche da mantenere rispetto all'esercito regolare, dato che i membri non richiedevano un alloggio, le forniture e gli stipendi erano gli stessi dell'esercito. Un volontario dei KdA era addestrato con la sua unità dopo il lavoro e nei fine settimana per un totale di 136 ore all'anno, di solito in un campo di addestramento nelle campagne. I KdA potevano svolgere anche doveri considerati importanti per l'economia nazionale, e i membri più affidabili e con maggiore esperienza erano attivi nell'istruzione politica dell'esercito e nell'educazione militare nelle scuole. Nonostante il minore addestramento, i paramilitari venivano spesso equipaggiati come la fanteria professionale.

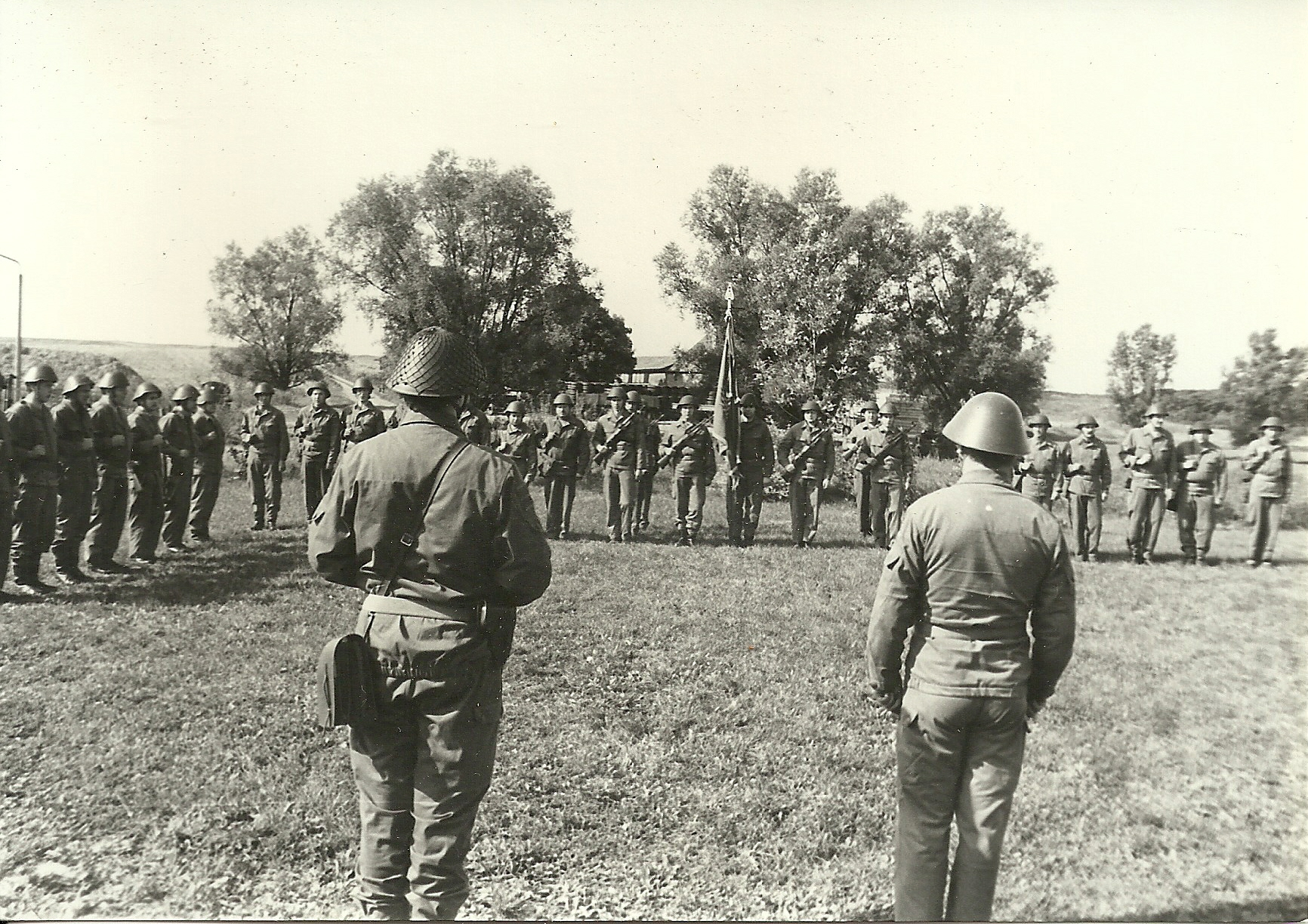
Parata durante l'addestramento sul campo.
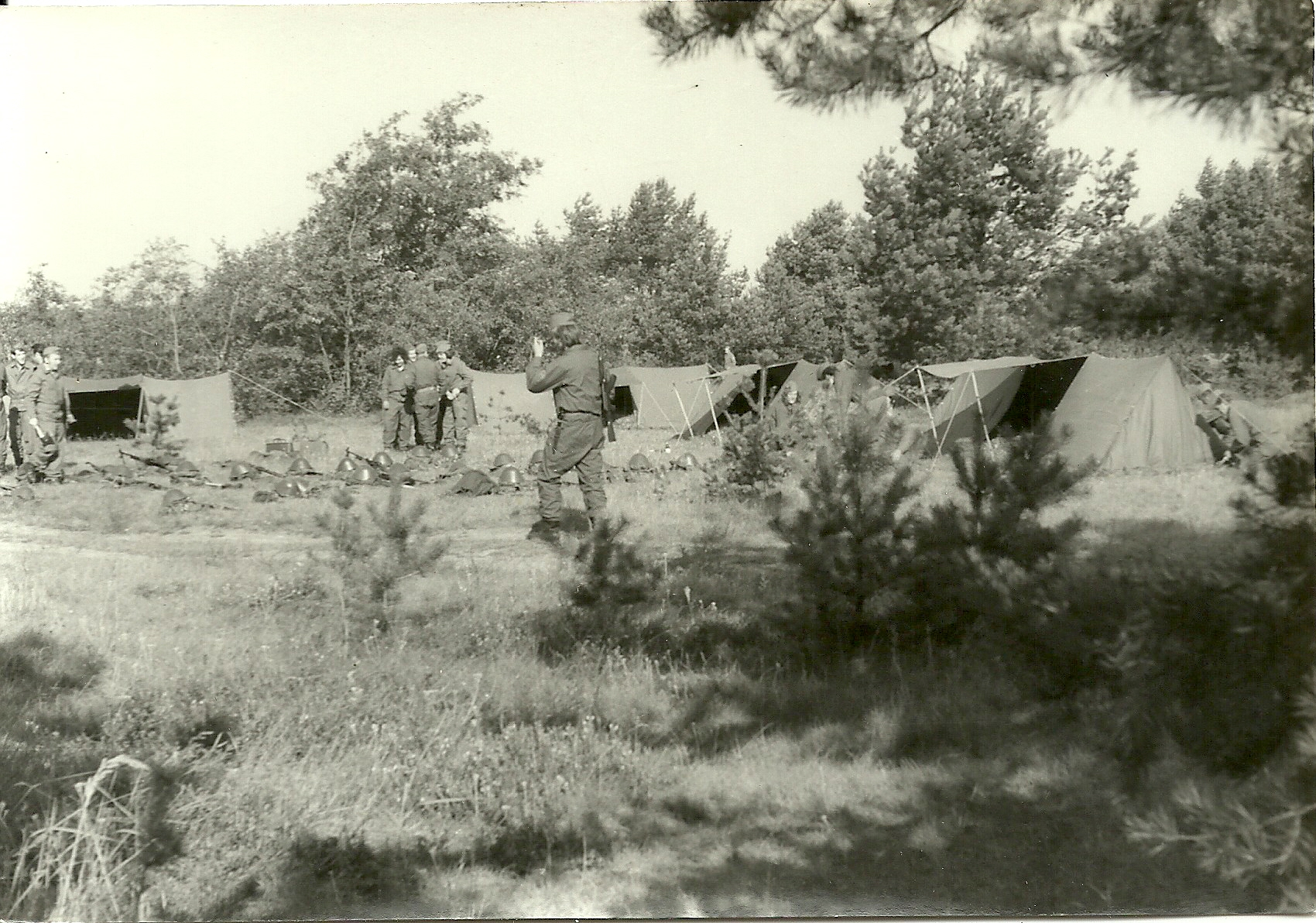
Attività sul campo.
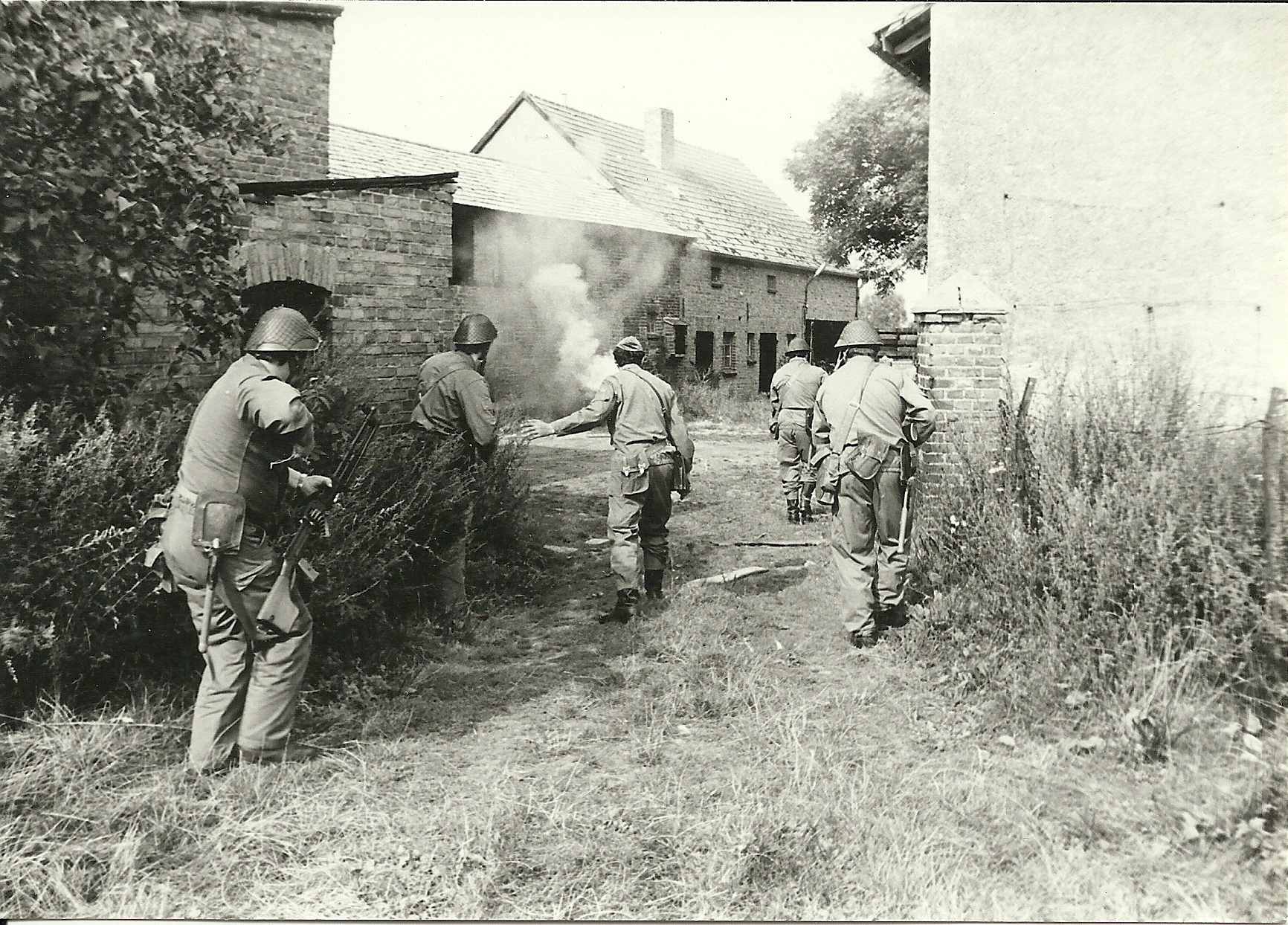
Addestramento per le incursioni e le irruzioni nelle case o in edifici simili.

## Uniformi

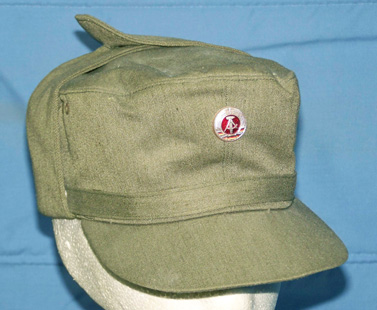
Il berretto di servizio dei KdA usato fino al 1989.

I KdA indossavano uniformi verde oliva diverse da quelle della NVA ma con un modello simile a quello del Battle Dress Uniform statunitense o all'Afganka sovietica. Il soffice berretto simile al chepì aveva una visiera e dei paraorecchie sulla falsariga dei colbacchi. La giacca aveva un fondo dritto con due tasche sul petto e una per ciascuna manica. I pantaloni avevano quattro tasche standard mentre le versioni successive avevano una tasca cargo interna su ciascuna coscia. Oltre ai berretti, erano in dotazione gli elmetti in acciaio M1956 usati anche dall'esercito.
La toppa dei KdA era posta sulla manica sinistra sopra la tasca mentre i segni dei gradi venivano cuciti sopra o sotto le tasche di entrambe le maniche, per poi essere spostate successivamente sul petto sinistro sopra la tasca.

## Equipaggiamento
I Kampfgruppen avevano a disposizione molte delle armi usate dalla polizia in antisommossa e anche i veicoli corazzati SK-1 e cannoni ad acqua SK-2. Quando l'SPW 152 APC (una variante del BTR-152 sovietico) non venne più incluso nell'arsenale dell'esercito verso la metà degli anni sessanta, divenne il veicolo di trasporto standard per le unità dei KdA.

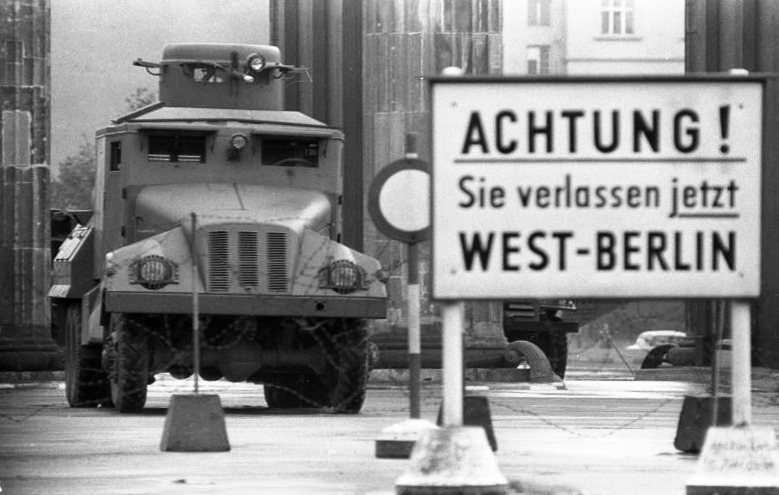
Un autocarro IFA G5 con cannone ad acqua basato sull'SK-2 alla porta di Brandeburgo durante la costruzione del muro di Berlino.

I primi Kampfgruppen erano armati con l'equipaggiamento prodotto in eccesso dalla Germania nazista e dall'URSS durante la seconda guerra mondiale, e possedevano le armi che erano state rimpiazzate dalla Nationale Volksarmee.
- Il mortaio Granatwerfer 82 veniva usato nelle varianti Modell 1937, 1941 e 1943 per fornire un supporto di fuoco. Dal 1957, ogni formazione rinforzata di 100 uomini (schwere Hundertschaft) ne riceveva almeno tre[10]
- Tre cannoni controcarro sovietici M1942 nella versione da 45 mm venivano usati nei plotoni anticarro assegnati a ciascuna schwere Hundertschaft. Furono successivamente sostituiti da cannoni senza rinculo[11]
- L'SPG-9 sovietico iniziò a sostituire i cannoni anticarro dopo il 1972
- Il cannone sovietico M1939 da 37 mm venne inizialmente usato per la difesa antiaerea.[12]
- Il cannone antiaereo ZU-23-2 venne utilizzato dopo il 1974.

Per quanto riguarda l'artiglieria leggera, durante gli anni cinquanta e sessanta, il personale dei KdA era armato con i fucili Mauser Kar98k e Mosin–Nagant, il fucile mitragliatore Degtjarëv e il mitra PPŠ-41. Negli anni successivi, le truppe dei KdA furono gradualmente ri-equipaggiate con armi prodotte dal blocco orientale come gli AK-47 e le sue numerose varianti.

## Gradi

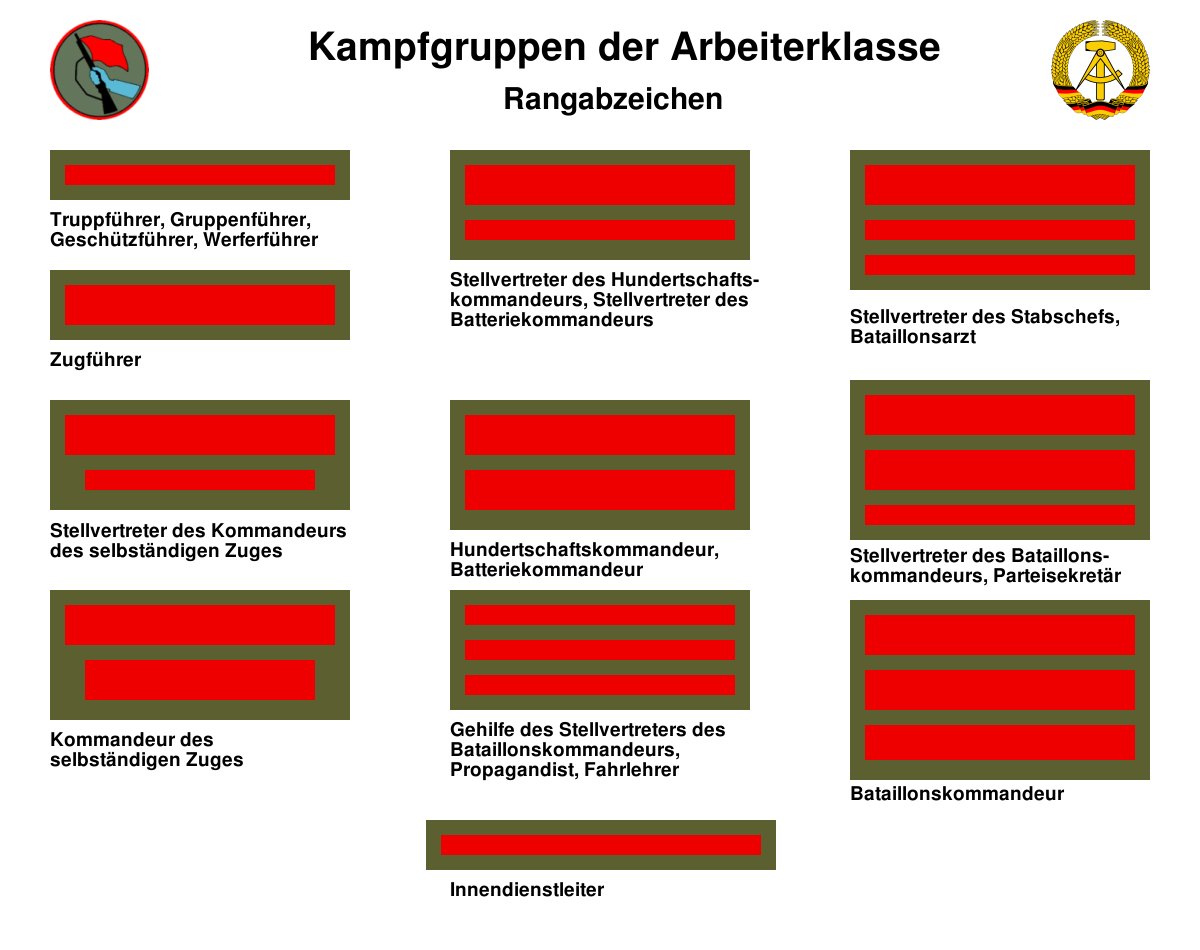
Gradi dei Kampfgruppen.

A differenza dell'esercito regolare, i KdA non avevano i tradizionali gradi militari ma delle "insegne" proprie.
| Nome tedesco                                                                            | Traduzione italiana                                                              |
| --------------------------------------------------------------------------------------- | -------------------------------------------------------------------------------- |
| Truppführer / Gruppenführer / Geschützführer / Werferführer                             | Capotruppa / capogruppo / capoartigliere / capomortaista                         |
| Zugführer                                                                               | capoplotone                                                                      |
| Stellvertreter des Kommandeurs des selbständigen Zuges                                  | vice comandante di plotone autonomo                                              |
| Kommandeur des selbständigen Zuges                                                      | comandante di plotone autonomo                                                   |
| Stellvertreter des Hundertschaftskommandanten / Stellvertreter des Batteriekommandanten | vice capocenturia / vice comandante di batteria                                  |
| Hundertschaftskommandeur / Batteriekommandeur                                           | capocenturia / comandante di batteria (artiglieria)                              |
| Gehilfe des Stellvertreters des Bataillonskommandeurs / Propagandist / Fahrlehrer       | aiutante del vicecomandante di battaglione / propagandista / istruttore di guida |
| Stellvertreter des Stabschefs / Bataillonsarzt                                          | vice capo sezione / medico di battaglione                                        |
| Stellvertreter des Bataillonskommandeurs / Parteisekretär                               | vice comandante di battaglione / segretario di partito                           |
| Bataillonskommandeur                                                                    | comandante di battaglione                                                        |
| Innendienstleiter                                                                       | caposervizio interno                                                             |

## Giuramento

Francobollo in onore del 25º anniversario dei Kda che ritrae il giuramento di un Kämpfer.

Il giuramento dei Kampfgruppen der Arbeiterklasse recitava:

## Attività internazionale
Esistono indicazioni secondo cui i KdA furono coinvolti negli aiuti militari della RDT per i governi e movimenti comunisti in Africa. Il 23 maggio 1980, Radio Brazzaville riportò la visita di una delegazione dei KdA nella città di Brazzaville, capitale della Repubblica Popolare del Congo, durante la quale fu annunciata l'intenzione di far addestrare i miliziani popolari congolesi nella Germania Est, come anche la fornitura di armi e equipaggiamenti tedeschi orientali. Lo studioso Gunter Holzweißig riporta che il comandante della Milizia popolare congolese Michel Ngakala presenziò ad un evento dei KdA organizzato nel 1982 nella RDT.

## Galleria d'immagini

Arazzo in onore del 20º anniversario dei KdA.
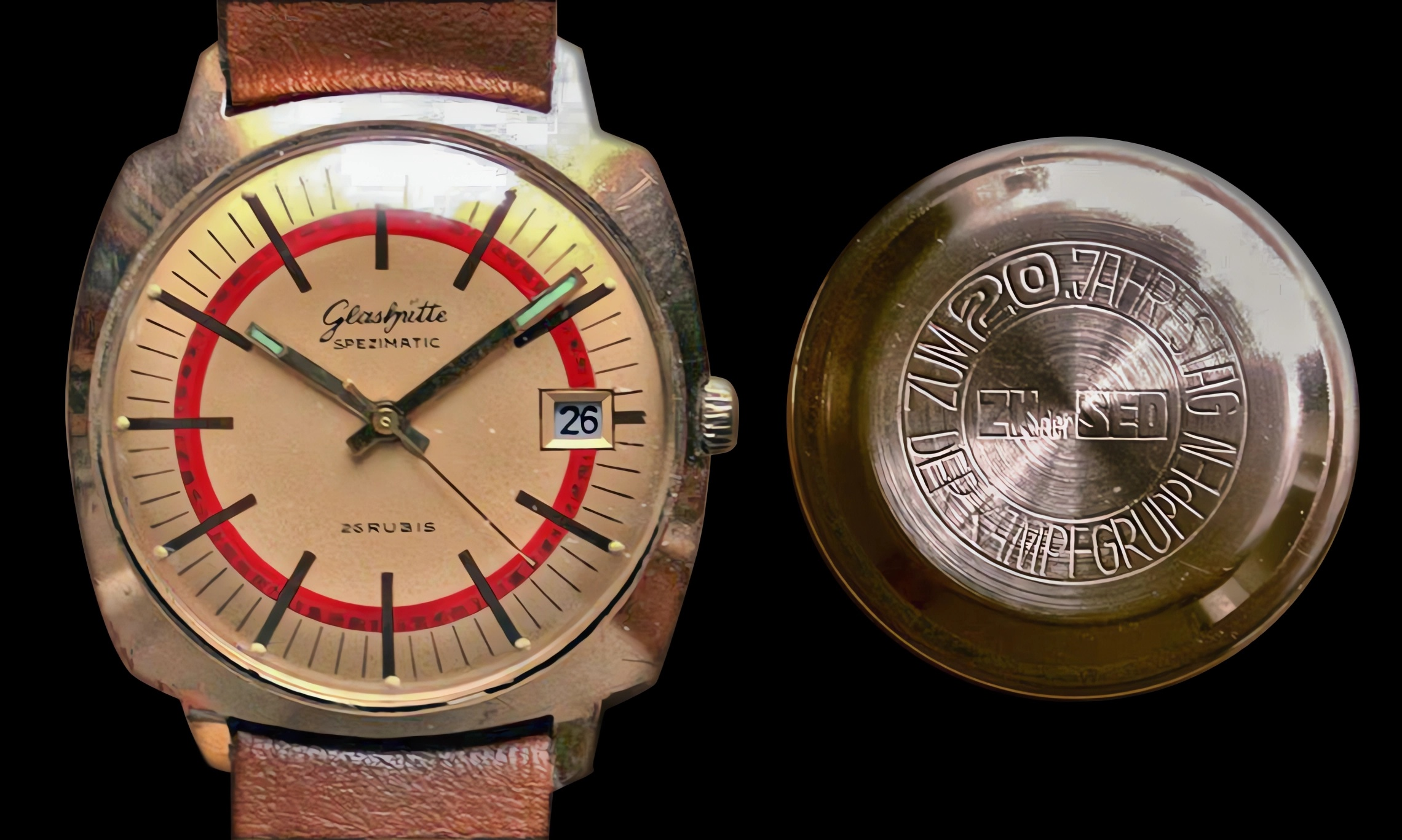
Orologio per il 20º anniversario dalla fondazione dei KdA.
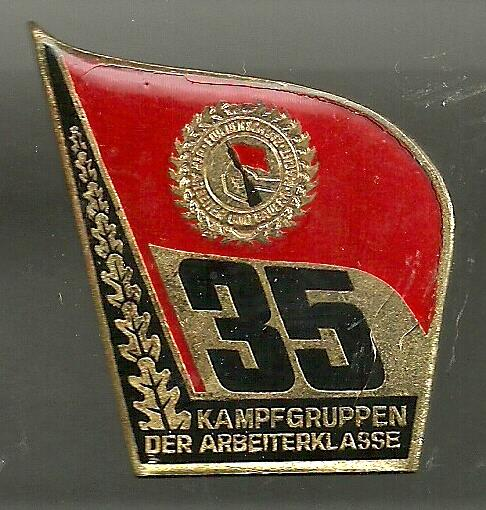
Spilla per il 35º anniversario della fondazione